# Marie I av Ponthieu
Marie I av Ponthieu, född 1199, död 1250, var regerande fransk vasallgrevinna av Ponthieu och Montreuil 1221–1250.